# メカトロリンク
メカトロリンク（MECHATROLINK）は産業自動化の為に使用されるオープンなプロトコルであり、安川電機によって開発され、MECHATROLINK協会（Mechatrolink Members Association）によって管理されている。
メカトロリンクプロトコルは大きく分けてMECHATROLINK-II,MECHATROLINK-III,MECHATROLINK-4の3種類存在する。

## MECHATROLINK-II
MECHATROLINK-IIは伝送速度が最大10Mbit/s、最大30局スレーブ接続可能な、RS485（米国電子工業会によって標準化されたシリアル通信の規格の一つ）を物理層とするプロトコルである。

## MECHATROLINK-III
MECHATROLINK-IIIは伝送速度が最大100Mbit/s、最大62局スレーブ接続可能な、イーサネットを物理層とするプロトコルである。

## MECHATROLINK-4
MECHATROLINK-4は伝送速度が最大100Mbit/s、最大127局スレーブ接続可能な、イーサネットを物理層とするプロトコルである。伝送周期がMECHATROLINK-III比で1/4に短縮された。

## MECHATROLINK協会
MECHATROLINK協会はメカトロリンク製品開発メンバーおよびメカトロリンクユーザで構成される。会員数は1729社(2013年9月末現在)である。 